# Al-Wakrah Sport Club
Al-Wakrah (em língua árabe: o الوكرة) é uma agremiação esportiva do Qatar, fundada em 1959, na cidade de Al-Wakrah, município de Jariyan al Batnah.

## Títulos
- Qatari League

Vencedor (2): 1999, 2001;
- Qatar Crown Prince Cup

Vencedor (1): 1999;
- Qatar Sheikh Jassem Cup

Vencedor (4): 1989, 1991, 1998, 2004;
- Qatari Stars Cup

Vencedor (1): 2011;

## Aparições na AFC
- Copa dos Campeões da Ásia: 2 aparições

2001-2001: Primeira fase;

## Treinadores
| - Ashour Salem (c. 1970s) - Mamdouh Khafaji (c. 1980s) - Len Ashurst (1988–89) - Alcides Romano Junior (1989) - Hassan Ali Sheeb (1989) - Flamarion Nunes (1989–91) - Costică Ştefănescu (1991–92) - Khalifa Khamis (1995) - José Paulo Rubim (1995) - Adnan Dirjal (1995–98) - Rabah Madjer (1998–99) - Ivan Buljan (1999) - Adnan Dirjal (1999–00) - José Paulo Rubim (2000–01) - Paul Dolezar (2001) - Mejbel Fartoos (2001–02) - Nebojsa Vučković (2002–03) - Džemal Hadžiabdić (July 1, 2003–June 30, 2004) - Adnan Dirjal (2004–Dec 05) | - Frank Tyson & Mohammed Al Shaibani (CT) (Dec 2005–Jan 06) - Saeed Al-Misnad (Jan 06) - Hassan Hormutallah (Jan 2006–06) - Mehmed Baždarević (July 1, 2006–June 30, 2007) - Adnan Dirjal (2007) - Mustapha Madih (2007) - Reiner Hollmann (2007) - Mejbel Fartoos (2007) - Richard Tardy (2007–08) - Goran Miscević (2008) - Adnan Dirjal (2008) - Mustapha Madih (2009–10) - Adnan Dirjal (Oct 1, 2010–June 9, 2012) - Mehmed Baždarević (June 10, 2012–June 3, 2013) - Adnan Dirjal (May 8, 2013–March 12, 2014) - Maher Kanzari (June 1, 2014–Oct 28, 2014) - Noureddine Zekri (Oct 28, 2014–Feb 20, 2015) - Goran Tufegdžić (Feb 22, 2015–Jun, 2015) - Mauricio Larriera (Jun, 2015–) |